# ジョージ・デイヴィス (アメリカの政治家)

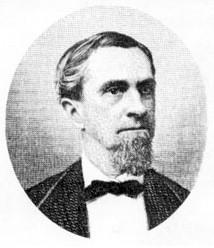
ジョージ・デイヴィス

ジョージ・デイヴィス（George Davis, 1820年3月1日 - 1896年2月23日）は、アメリカ合衆国の政治家。南北戦争期にアメリカ連合国で司法長官を務めた。

## 生涯

### 青年期
1820年、デイヴィスはノースカロライナ州ウィルミントンで生まれた。デイヴィスはノースカロライナ大学チャペルヒル校で法律を学び、1838年の卒業時には卒業生総代を務めた。デイヴィスはその後も法律の勉強を続け、1840年に弁護士として認可を受けた。
デイヴィスは1842年11月17日にメアリー・ポーク (Mary Polk) と結婚した。デイヴィスはメアリーとの間に多くの子を儲けた。

### 弁護士活動
デイヴィスはウィルミントンに事務所を構え、弁護士業を開業した。デイヴィスは地元において演説家・後援者として名を馳せ、1848年にウィルミントン・ウェルドン鉄道の総合弁護士となった。デイヴィスは1896年に死去するまで同社の総合弁護士を務めた。
デイヴィスはホイッグ党の党員として政治にも関心を示していたが、民主党の強い地盤であったために政治活動に参加する機会はほとんど無かった。

### 南部連合
1861年2月、デイヴィスはノースカロライナ州の連邦離脱に先立ち、ワシントン講和会議の代表として選出された。会議では南北間の内戦を回避するための妥協が議論されたが、講和が失敗に終わると、南部諸州により正式にアメリカ連合国が発足した。デイヴィスはアメリカ連合国臨時議会の代表も務め、その後の連合国議会では上院議員を務めた。
デイヴィスは1862年から1864年まで2期にわたって上院議員を務め、上院金融委員会、上院海軍委員会、上院請求委員会、両院建築委員会の委員を務めた。上院請求委員会では議長を務めた。
1863年10月、デイヴィスは辞任したトマス・ワッツの後任としてアメリカ連合国司法長官への就任を打診された。しかしながら病気の妻の死などの個人的事情によりその任を直ちに受諾することはできず、司法長官はウェイド・キースによって代行された。デイヴィスはその後1864年1月に司法長官に着任し、連合国が終焉を迎える1865年4月まで司法長官を務めた。
デイヴィスは司法長官として徴兵令の合憲性、輸出および輸入に関する契約の適法性、政府による財産の差し押さえや資材貯蔵に関する法的責任などの問題について、合計で75の意見書を起草した。
南北戦争終結後、デイヴィスはフロリダ州からバハマ諸島を経由してイギリスへ亡命することを試みた。だが数ヶ月間の逃亡の末、1865年10月18日にフロリダ州キーウェストにおいて合衆国軍によって拘束された。デイヴィスはニューヨーク州ブルックリンのハミルトン砦に収容され、翌1866年に恩赦を受け釈放された。

### 晩年
1866年、ウィルミントンへと戻ったデイヴィスは、弁護士業を再開した。また同年5月9日にはモニミア・フェアファックス (Monimia Fairfax) と再婚した。
1870年代中葉、デイヴィスはノースカロライナ州最高裁判所首席裁判官への就任を要請されたが、デイヴィスはこれを断った。デイヴィスの公職としての最後の仕事は、ジェファーソン・デイヴィスの葬式において追悼演説を行うことであった。
1896年、デイヴィスはウィルミントンで死去した。デイヴィスの遺体は同市内のオークデイル墓地に埋葬された。
デイヴィスの死後、その業績を記念して、ウィルミントン市内のサード・アンド・マーケット通りにデイヴィスの像が建てられた。また第二次世界大戦で活躍したリバティ船ジョージ・デイヴィスは、デイヴィスにちなんで名づけられた。